# Pothos tener
Pothos tener är en kallaväxtart som beskrevs av Nathaniel Wallich. Pothos tener ingår i släktet Pothos och familjen kallaväxter. Inga underarter finns listade.